# Liste der Monuments historiques in Sausheim
Die Liste der Monuments historiques in Sausheim führt die Monuments historiques in der französischen Gemeinde Sausheim auf.

## Liste der Bauwerke
| Bezeichnung | Beschreibung                                                            | Standort                 | Kennzeichnung | Schutzstatus | Datum | Bild           |
| ----------- | ----------------------------------------------------------------------- | ------------------------ | ------------- | ------------ | ----- | -------------- |
| Obelisk     | südlicher Basisstein der Basis von Ensisheim; Sandstein, 1804 errichtet | östlich des Ortes (Lage) | PA00085672    | Classé       | 1979  | weitere Bilder |